# Tấm xương bói toán
Tấm xương bói toán, hay bói giáp cốt, là phép bói toán xuất hiện từ đời nhà Thương (1766-1121 TCN). "Giáp" tức là quy giáp (mai rùa), "cốt" là xương thú. Cách bói này được gọi là "bốc". Chữ bốc có hai nét: nét sổ dọc (tung) và nét ngang (hoành), tượng trưng cho những nét nứt ngang dọc trên mai rùa sau khi bị nung nóng. Người thời xưa thường hơ nóng mai rùa hoặc xương thú và đọc những vết nứt ấy để dự đoán việc tốt xấu.